# سوبا شرق
مدينة سوبا شرق (Soba Sharq) من اعرق المدن في شرق النيل ويرجع تاريخا الموغل في القدم الي مملكة علوة حيث أنها العاصمة لتلك المملكة المسيحية التي هي آخر الممالك المسيحية في السودان الشمالي وتوجد بها العديد من الآثار الدالة علي تلك الحقبة.
ورد ذكر مملكة علوة وعاصمتاها سوبا في كثير من كتب المؤرخين امثال تقي الدين المقريزي والمسعودي حسب ماورد في كتاب تاريخ السودان لنعوم شقير.

يعتبر سقوط سوبا في عام 1504 ميلادية علي يد تحالف العرب بقيادة عبد الله جماع وجيوشه زعيم الجعليين والفونج بقيادة عمارة دنقس نقطة فاصلة في تاريخ السودان الحديث، انسحب العنج بعد هزيمتهم وسحقهم الي قري شمال الخرطوم وكان بها حصن والذي لفظت فيه دولة علوة المسيحية وعاصمتها سوبا آخر انفاسها وسقطت قري وقد قال فيها شاعر العبدلاب الشيخ عثمان محمد اونس خالد الشايقية:
طابـت يميـنك يوم قري نزالا *** والحـــرب تحــكي لجة النيران
حفـت بك الأبناء آساد الشري *** بيض العمائم صاحبي التيجان
لباسهم صلب الحديد، وخيلهم *** نشوي بريح الحرب كالسكران
يتسابقون الي المعالي في الوغي *** كتسـابق الأجيال يوم رهان
وابوك جمـاع الذي جمعت له *** غرر الفضائل طاهر الادران
جمع الإله به العروبة وهو ذا *** شيخ العروبة في ربي السودان
سل علوة أو سوبة عن بأسه *** عن جيشه الجرار بالفرسان.
الخراب الذي تم في سوبا علي يد قوات عبد الله جماع وعمارة دنقس كان كبيرا لدرجة انه أصبح مضرب للامثال كان يقال مثل خراب سوبا أو (عجوبة الخربت سوبا).
ومن ثم قدم إليها مهاجرا الشيخ حسوبة المغربي وامه من دنقلا ووالده شريفي من جزيرة الأندلس، فاستصلحها واستوطنها، و اصبحت حاضرة لقبيلة المغاربة، وبذلك يعد مؤسس سوبا بعد خرابها ومعهم عائلات كبيرة مثل الرويحاب الذين يستوطنون بالحي الورا بالسلمة ويعتبر اعرق حي بسوبا شرق وهو الحي الذي انتشرت منه العائلات، وحسبنا يعتبر هو جد قبيلة المغاربة التي استوطنت سوبا وما حواليها من القرى والمناطق وهاجر بعض اولاد الشيخ حسوبة إلى جهات السودان المختلفة كود أبو صالح وغيرها فانتشرت بذلك قبيلة المغاربة في اقليم الجزيرة والنيل الأبيض لكن مركزهم الشيخ الأمين ولد بلة، توفي الشيخ حسوبة في العام 1463م ودفن بسوبا شرق وبنيت على ضريحه المبارك قبة تعد من أقدم القباب الأثرية في السودان، وما تزال شامخة على بنائها الأول حتى عام 2014 ولكن هاجمها التكفيرين وبعدها تم إنشاء قبه جديده في عام 2015 وهي تتوسط المقبرة الموجودة الآن والمعروفة بمقابر الشيخ حسوبة

## الموقع
تقع مدينة سوبا شرق علي الضفة الشرقية للنيل الأزرق ويمر بها طريق الخرطوم الجديد شرق النيل والذي يمر بعد سوبا شرق بالقرب من العيلفون وبالقرب من أم ضوابان ثم العسيلات وبعض قري شرق النيل ثم الهلالية والجنيد ثم إلي كبري الحصاحيصا الجديد ومنها إلي ود مدني.
تبعد مدينة سوبا شرق مسافة 22 كيلومتر من الخرطوم و14 كيلومتر من كبري المنشية وستة كيلو متر من مدينة امدوم.
تحيط بسوبا شرق بعض القري مثل السمرة والمرابيع الشريف وام عشوش إن البعض يذكر أنها من أحياء المدينة.

## أحياء سوبا شرق
بها أربعة احياء كبيرة هي السلمة والتي تتبع لأولاد روايح كناية عن انهم أول من استوطنوها ويمتلكون كل الأراضي بها على ضفاف النيل وهم يعيشون على ضفافها ومنها القنيعاب والتويراب والشقيلة وام عشوش والسمرة والمرابيع هي أيضا تعتبر من احيا سوبا شرق وجميعهم لهم اصول من سوبا وهم مغاربة...
معظم سكان سوبا الأصليين من الجعليين والمغاربة  الذين سكنوا شرق النيل من حلفاية الملوك بالخرطوم بحري إمتتدادا إلي الهلالية بالجزيرة.ولكن الآن بعد جيل الكبري أصبحت سوبا شرق قبلة لكافة القبائل المختلفة يعيشون تحت اسم مظلة سوبا شرق...
سوبا شرق بها قسم شرطة و كلية علوم الشرطة والقانون ومدرستين ثانويتين للبنين والبنات وعدد من المدارس الخاصة ومدارس الأساس وبها سوق كبير بالمنطقة يعد من إهم المعالم الجديدة ويسمي سوق الطرمبه نسبة لمحطة الوقود التي كانت أول تأسيسا في هذا السوق ويكسب هذا السوق أهميته لأنه يقع علي الطريق المذكور أعلاه.

## الاندية الرياضية
توجد بسوبا العديد من الاندية الرياضية من اشهرها نادي النجوم ونادي النيل والزهرة والمعلمين والاتحاد، والوفاق. وجزيرة النيل.
للمشاركة في تحرير الصفحة أو إضافة وحذف معلومات الاتصال بالمهندس محمد عبد السلام المهدي أو المهندس عمر محمد خيرالله.
1. موسوعة حضارة العالم - أحمد محمد عوف.